# باشگاه فوتبال آترتون کولیریس
باشگاه فوتبال آترتون کولیریس (به انگلیسی: Atherton Collieries Association Football Club) یک باشگاه فوتبال در شهر آترتون، منچستر بزرگ، کشور انگلستان است که در سال ۱۹۱۶ میلادی تأسیس شده‌است.